# Chiesa di Santa Maria Assunta (Rocca di Papa)
La chiesa di Santa Maria Assunta in Cielo è la parrocchiale di Rocca di Papa, in città metropolitana di Roma e diocesi di Frascati; fa parte della zona pastorale II.

## Storia

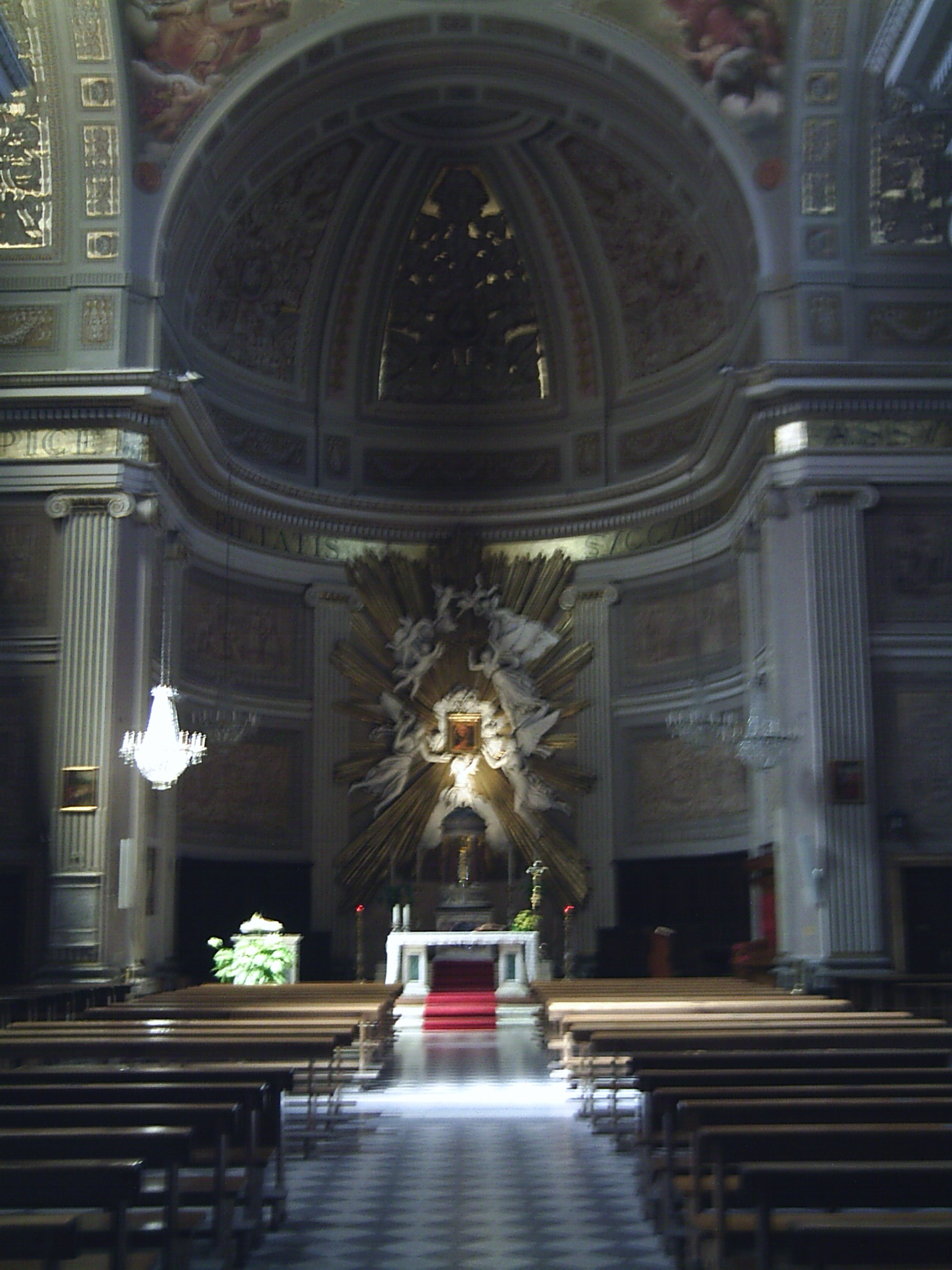
L'interno

La prima pietra fu posata il 3 maggio 1664, ma due anni dopo il cardinal Girolamo Colonna morì, ed i suoi successori non mostrarono interesse alla costruzione della chiesa per il paese. Complice anche la morte dell'architetto Antonio Del Grande, i lavori ripresero solamente nel 1731, quando la popolazione rocchigiana era di soli 1 300 abitanti, e quando la vecchia chiesa di Santa Maria cominciava ad essere malridotta, a tal modo che crollò nella serata dell'11 settembre 1747, provocando la morte di una donna ed il ferimento di sette persone.
Il 26 agosto 1806 un terremoto di forte intensità danneggiò la struttura che, non essendo stata riparata, crollò il 14 ottobre 1814, senza però far vittime. Il crollo provocò gravi perdite di opere che erano conservate nella chiesa. Fu ricostruita grazie ad una tassazione straordinaria nel 1830, ma fu inaugurata solo quindici anni dopo, nel 1845, con la struttura simile a quella attuale, i cui elementi principali erano la volta a schifo, le sei cappelle interne e la presenza di un cimitero, sotto la pavimentazione della chiesa stessa.
Gravemente danneggiata dal bombardamento alleato del 25 maggio 1944, fu ricostruita poco dopo con la struttura pressoché uguale a quella precedente.

## Le opere
- Assunzione della Vergine di Corrado Giaquinto (1703-1766)
- Madonna della Pietà, di Pietro Labruzzi (1739 - 1805)
- San Carlo Borromeo, di Domenico Tojetti
- Pietà (gruppo scultoreo) di Theodor Wilhelm Achtermann (1799 - 1884)

## L'archivio parrocchiale
L'istituzione dei registri parrocchiali fu decisa durante il Concilio di Trento, nel 1545. Dal 1565 quindi, don Giovanni Battista Marchigiano si impegnò a registrare tutti i dati strettamente statistici, nascite, battesimi, matrimoni e decessi. Attualmente si conservano nella Sacrestia della chiesa decine di volumi strettamente privati, tra i quali due, i più antichi, che conservano notizie di straordinaria importanza:
- Il Registro dei battesimi, che parte dal 1565 e termina il 17 maggio 1591, e certifica 519 battesimi
- Il Registro dei morti, del 1593, nel quale si sottolinea il grave problema della mortalità infantile

Nell'archivio inoltre sono conservati frammenti di documenti antichissimi, risalenti al XV secolo e riferibili alla Confraternita del Santissimo Sacramento, istituzione di estrema importanza, di cui uno datato con precisione 31 dicembre 1462, ed altri documenti di vario genere, come querele, contratti matrimoniali e domande di grazia.

## Galleria d'immagini

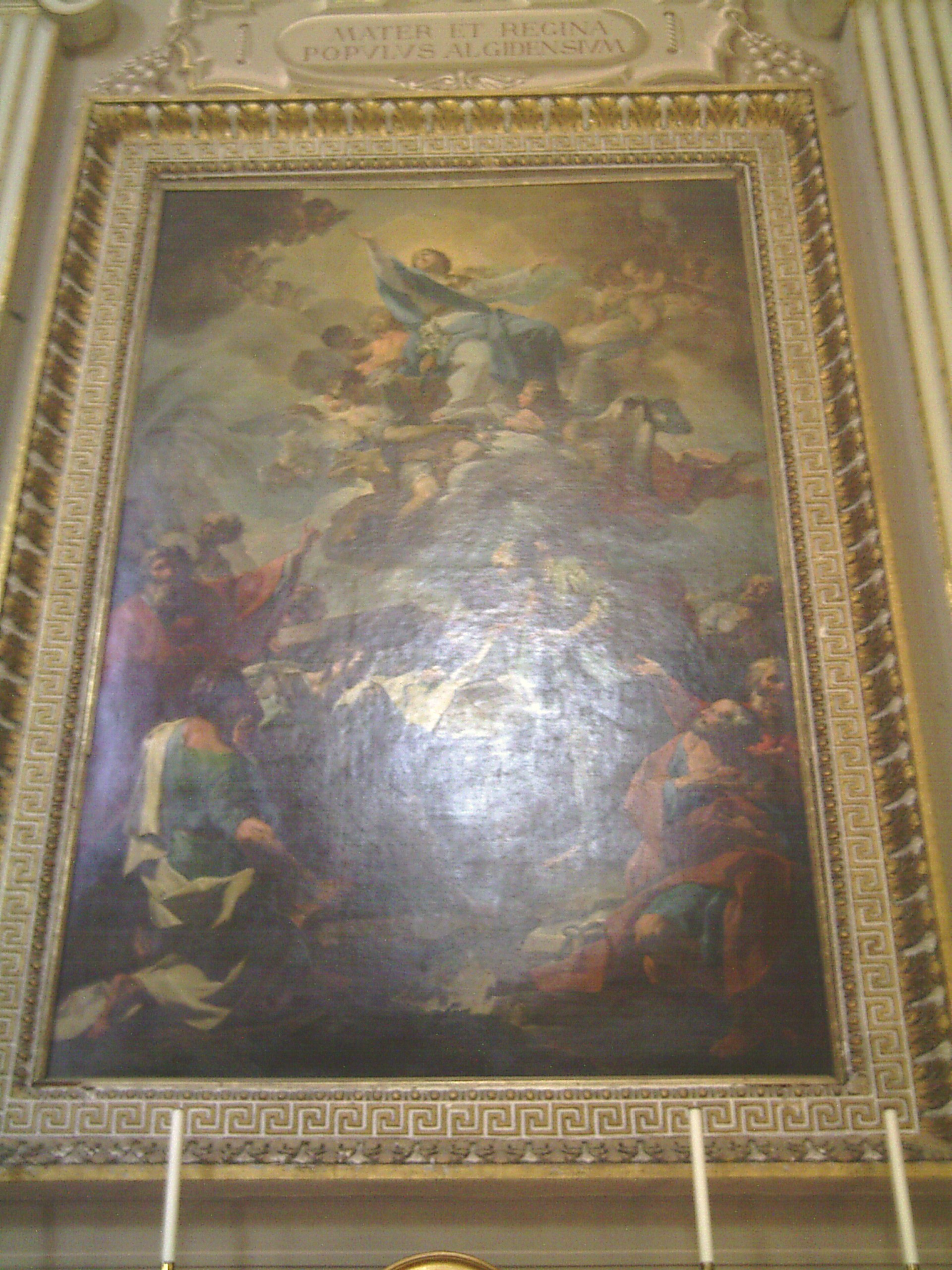
Assunzione di Corrado Giaquinto
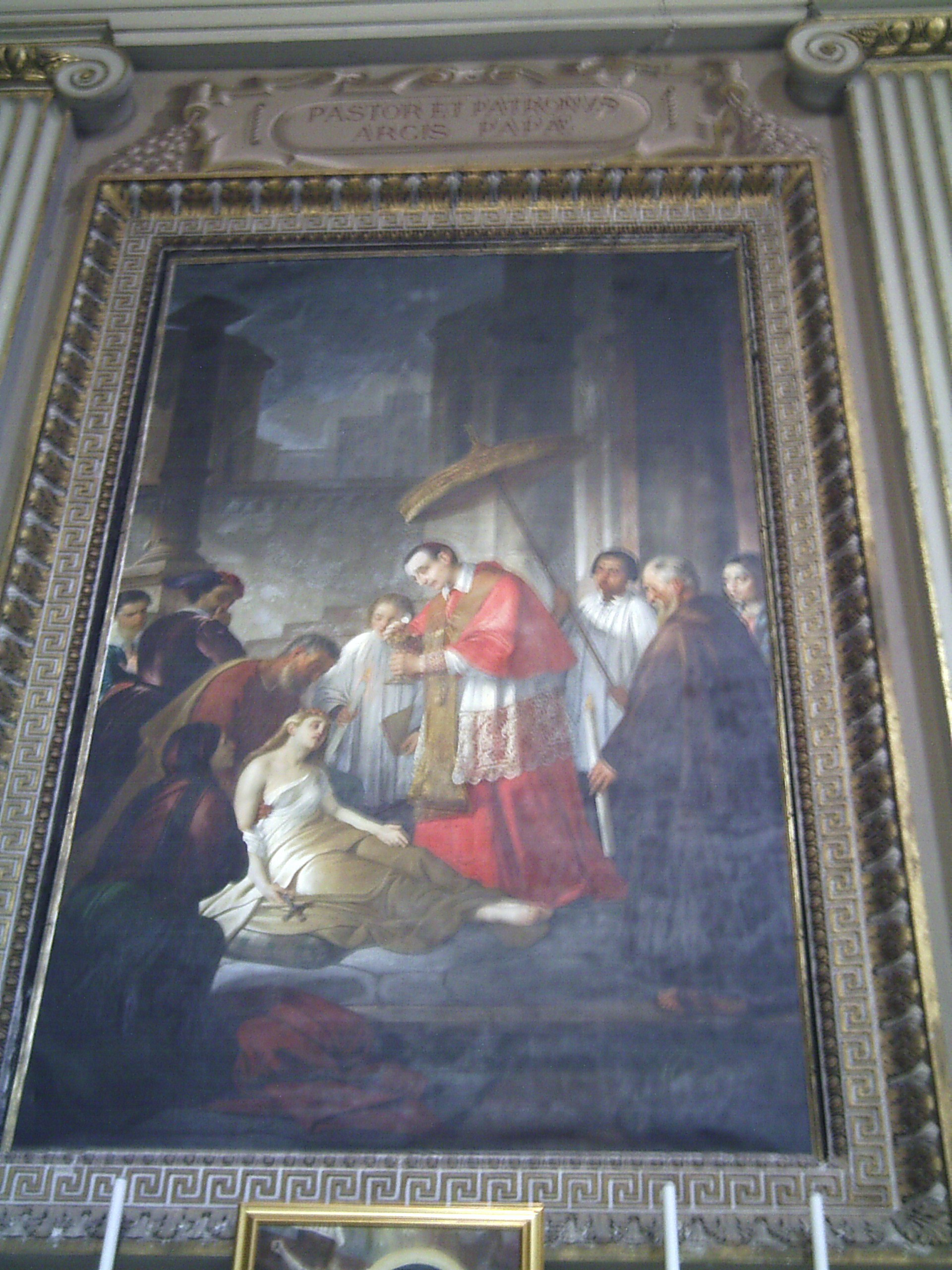
San Carlo Borromeo di Domenico Tojetti
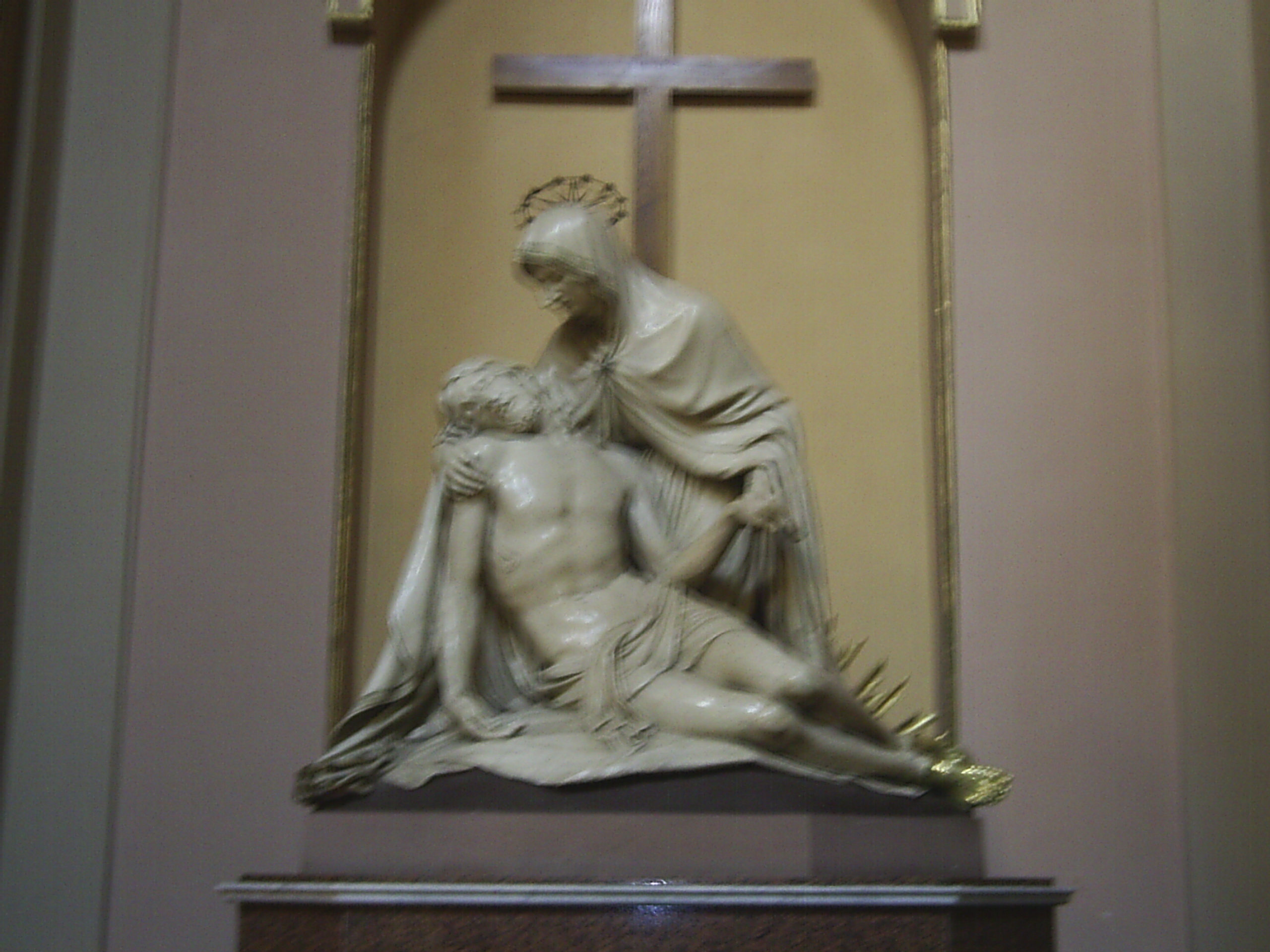
La Pietà di Theodor Wilhelm Achtermann
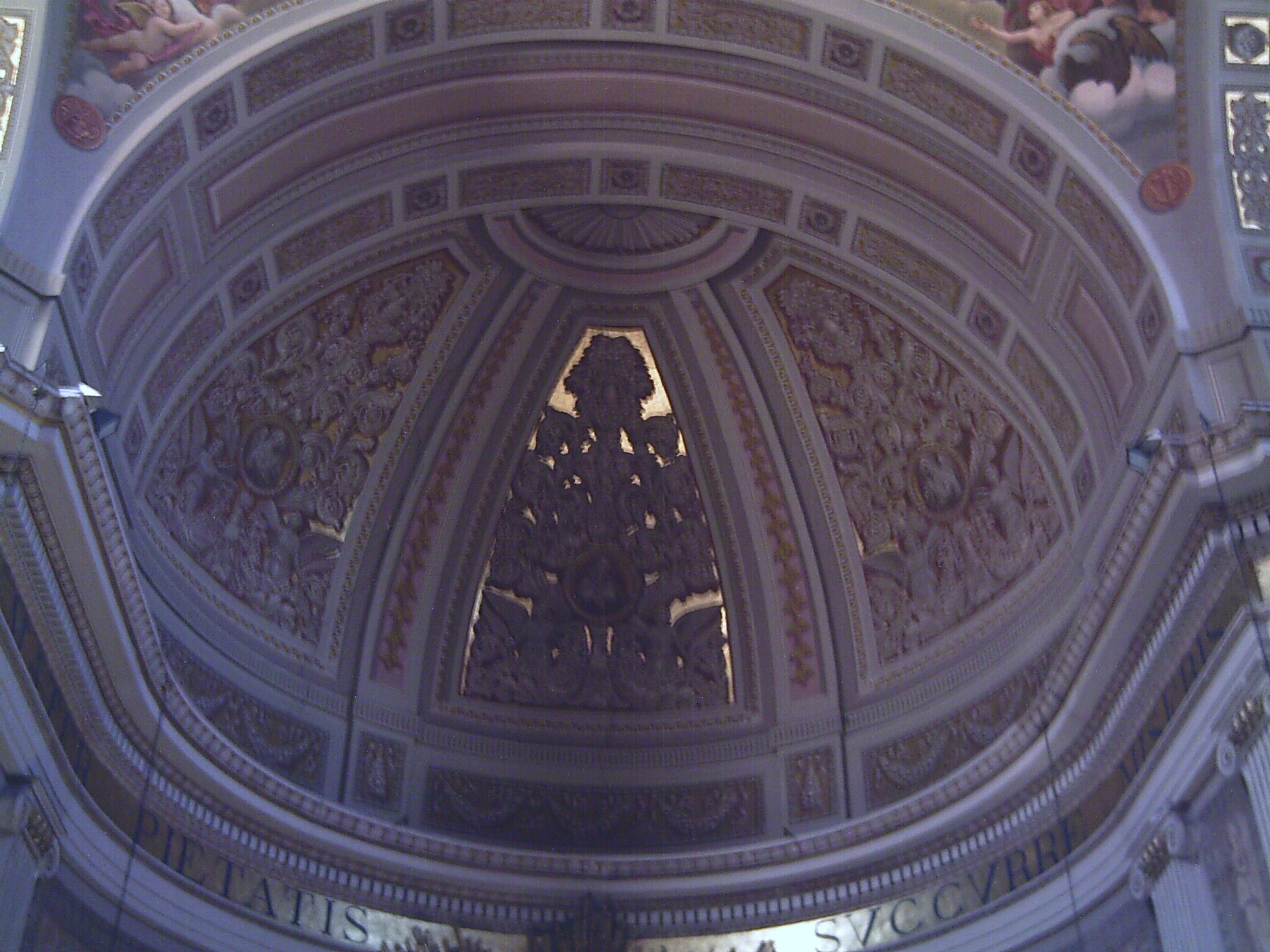
La ricca decorazione del catino absidale
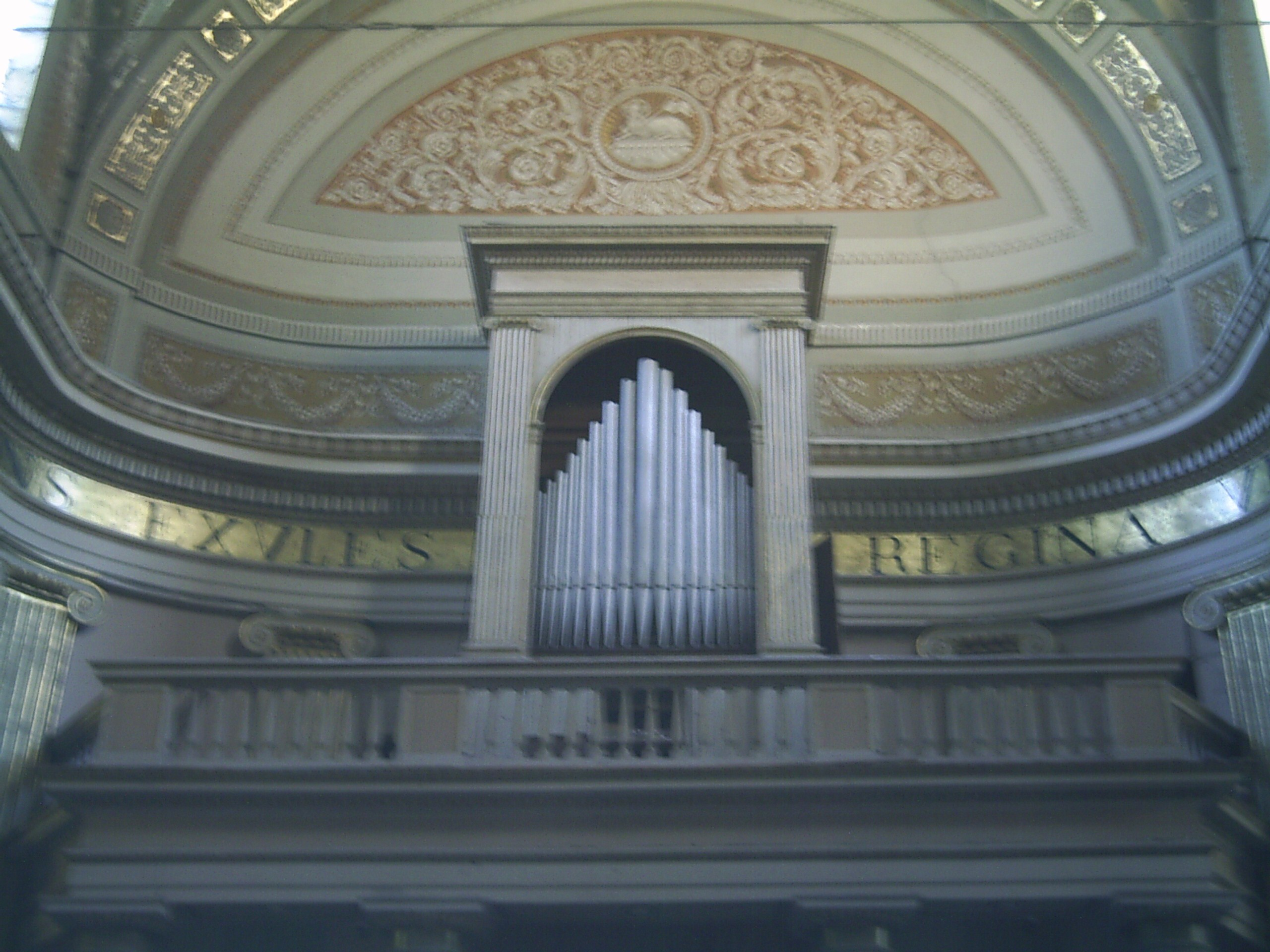
Il grande organo a canne, ora in disuso
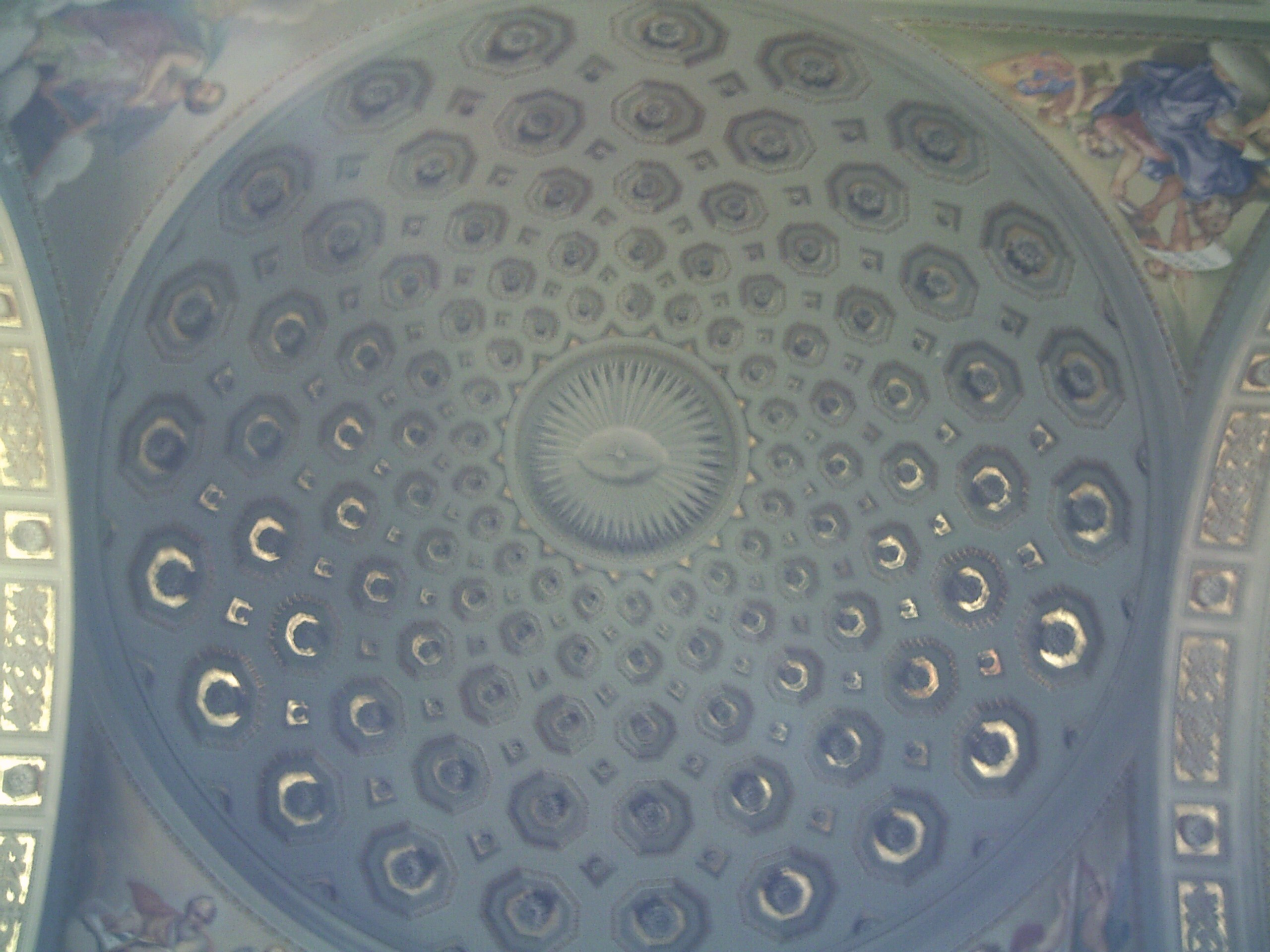
La cupola. Negli angoli sono visibili i quattro evangelisti